# جوئلز جید
جوئلز جید (به انگلیسی: Jewels Jade) بازیگر زن پورنوگرافی و استریپر آمریکایی است.

## حرفه
جوئلز از سال ۱۹۹۵ رقص برهنه را آغاز کرد و تا زمانی که شش سال بعد پیتر نورث به او پیشنهاد بازی در فیلم‌های پورنوگرافی را داد در این شغل مشغول بود. او بازیگر پورن را در سال ۲۰۰۱ و زمانی که ۳۰ سال داشت، شروع کرد. با وجود این که او در بین تازه‌واردهای این صنعت سن نسبتاً بالایی داشت خیلی زود به یکی از بازیگران محبوب ژانر میلف بدل شد. او با تمرین‌های ورزشی مداوم توانسته‌است با وجود سن بالای خود اندامی زیبا داشته باشد. خود جوئلز در این باره می‌گوید اندامش حتی از زمان نوجوانی‌اش هم بهتر است. در سال ۲۰۱۱ او از سوی مجله پنت‌هاوس به عنوان یک ستاره پورن و دختر برگزیده ماه انتخاب شد.